# Martín Miguel (kommunhuvudort)
Martín Miguel är en kommunhuvudort i Spanien.   Den ligger i provinsen Provincia de Segovia och regionen Kastilien och Leon, i den centrala delen av landet, 80 km nordväst om huvudstaden Madrid. Martín Miguel ligger 921 meter över havet och antalet invånare är 178.
Terrängen runt Martín Miguel är platt. Runt Martín Miguel är det ganska glesbefolkat, med 29 invånare per kvadratkilometer. Närmaste större samhälle är Segovia, 12,9 km öster om Martín Miguel. Trakten runt Martín Miguel består till största delen av jordbruksmark.